# Università Duke
L'Università Duke (Duke University) è una delle università più famose e più prestigiose degli Stati Uniti, progettata dall'architetto Julian Abele.

## Storia

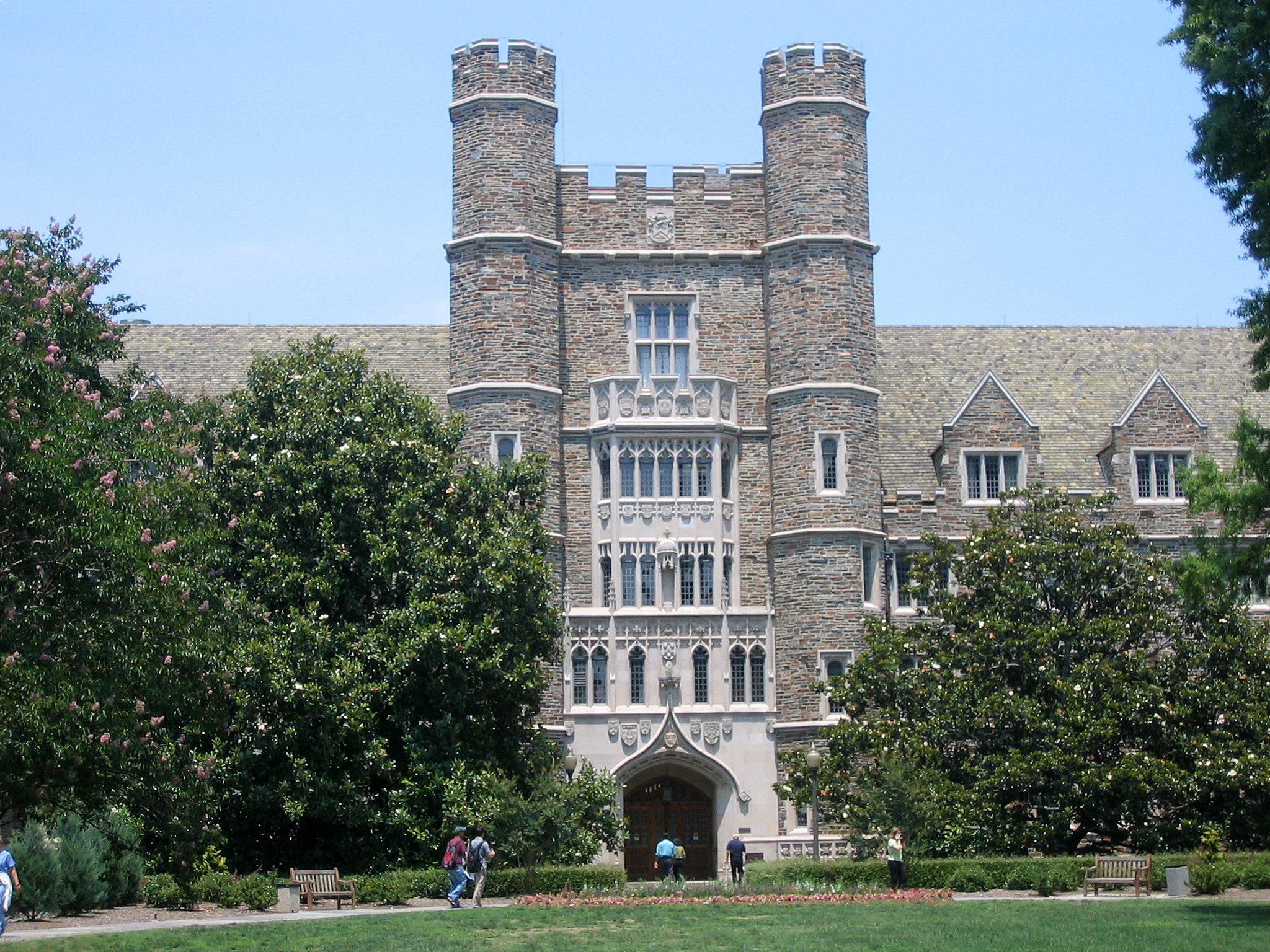
Medical Center

Fondata nel 1838 durante la presidenza di Martin Van Buren, è situata a Durham, nella Carolina del Nord. Il nome venne cambiato nel 1924 in onore di James Buchanan Duke a seguito di un lascito della famiglia di industriali del tabacco Duke. Tra le scuole che costituiscono l'università, vi sono il Trinity College, la Edmund T. Pratt School of Engineering, il Terry Sanford Institute of Public Policy, la Fuqua School of Business, la Duke Medical School, la Duke Law School, e la Duke Divinity School.

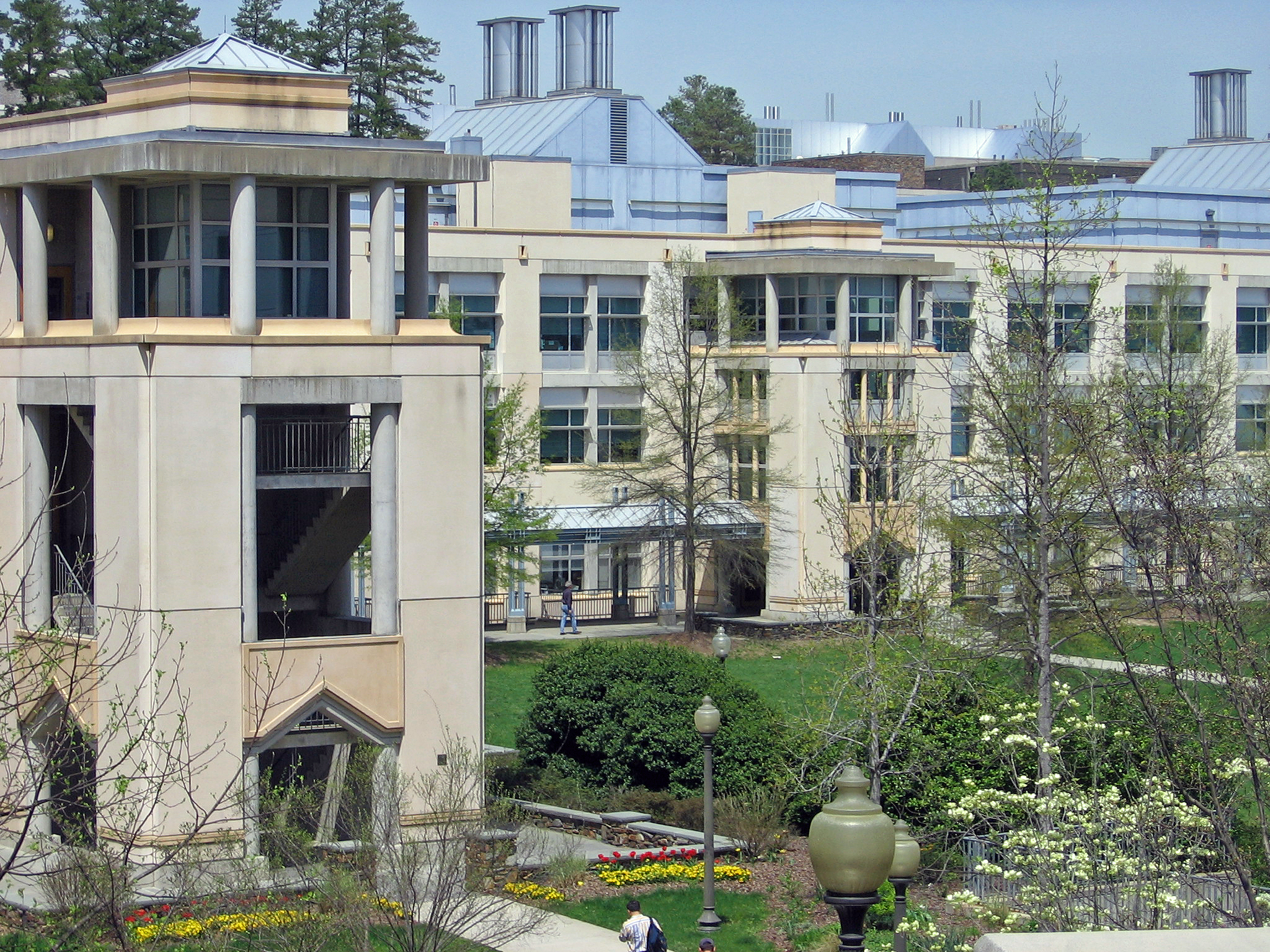
Il Levine Science Research Center è il più grande centro di ricerca interdisciplinare tra quelli presenti nelle università americane.

La crescita dell'università e l'entità dei fondi destinati alla ricerca hanno contribuito a confermare la reputazione in ambito accademico dell'università Duke.
Nel 1998 il rettore Nan Keohane ha iniziato una campagna quinquennale di raccolta fondi "Campaign for Duke". Edmund T. Pratt, Jr. ('47) ha donato alla Pratt School of Engineering $35 milioni nel 1999. La campagna è terminata nel 2003 raccogliendo $2.36 miliardi, che la rendono la quinta maggiore campagna di raccolta fondi nella storia dell'educazione superiore americana.
Tre studenti sono stati nominati Rhodes Scholars sia nel 2002 che nel 2006, un numero superato solo da Harvard nel 2002 e dalla United States Military Academy nel 2006. In tutto, Duke ha generato 43 Rhodes Scholars, inclusi 22 nel lasso di tempo compreso tra il 1990 e il 2011.
Dati del 2010 mostrano che gli investimenti in ricerca annuali hanno superato i $983 milioni.